# إل غريكو
إل غريكو (بالإسبانية: El Greco، ولد في 1541، كاندية، اليونان - توفي في 1614، طليطلة، إسبانيا) رسام ديني ونقاش ومصمم يوناني إسباني عاش معظم حياته في إسبانيا في أواخر القرن السادس عشر وأوائل القرن السابع عشر. عرفت لوحاته بالطابع الديني، كان رسام ونحات، ومعماري في عصر النهضة الإسبانية. وكان عادة يوقع على لوحاتها بحروف يونانية لاسمه الحقيقي دومينيكوس ثيوتوكوبولس (باليونانية: Δομήνικος Θεοτοκόπουλος)، مؤكداً أصله اليوناني.
كان من أبرز رسامي أوروبا في القرن السادس عشر وقد حول الأسلوب البيزنطي للوحاته الأولى إلى أسلوب آخر غربي بالكامل. كان نشطاً في كريت، والبندقية، وروما، وفي خلال الفترة الثانية من حياته عاش في طليطلة وتوفي فيها في 7 أبريل 1614. بعد وفاته أهملت أعماله حتى بداية القرن العشرين. ويعتبر الآن من رموز الفن الغربي. يتضمن أسلوبه المميز الأشكال والألوان العريضة مع بعض الأشكال المحرفة قليلاً والممددة.
كان في كريت مسقط رأسه يسمي نفسه كرياكوس ثيوتوكوبولس -أي الابن الإلهي للرب-، وفي إيطاليا سمي دومنيكو تيوكوبولو؛ وفي إسبانيا دومنجو تيوتوكوبولي، وكان يوقع بالحروف اليونانية دومنيكوس تيوتوكوبولس، واختزل الزمن اسمه إل غريكو، وهو الكنية التي اشتهر بها في إسبانيا. ولا يعرف شيئاً عن حياته في كريت. ولعل أجداده هاجروا إليها من القسطنطينية بعد أن فتح المسلمون هذه المدينة اليونانية عام 1453؛ على أية حال كان يستطيع في كريت، كما استطاع في البندقية بعد ذلك، أن يشعر بتأثير الفسيفساء البيزنطية الصارم. وكانت كريت في حياته ملكاً للبندقية، لا عجب إذن أن يستقل الفنان الصغير السفينة إلى مدينة البحيرات، تجيش في صدره الآمال بعد ما سمع عن بلوغ التصوير أوجه فيها، وأغلب الظن أنه انضم إلى الجالية اليونانية الكبيرة في تلك العاصمة العالمية.
وُلد إل غريكو في مملكة كانديا، التي كانت في ذلك الوقت جزءًا من جمهورية البندقية ومركزاً للفن ما بعد البيزنطي. وهناك تدرب وأصبح ماهراً ومتقنًا لهذا الفن التقليدي قبل سفره في سن السادسة والعشرين إلى البندقيّة، مثلما فعل الكثير من الفنانين اليونانيين الآخرين، ثم انتقل في عام 1570 إلى روما، وافتتح ورشة عمل ونفّذ سلسلة من الأعمال. أثرى إل غريكو أسلوبه أثناء إقامته في إيطاليا، بعناصر من الحركات الفنية التي أثرت في عصر النهضة الإيطاليّة. انتقل في عام 1577، إلى طليطلة في إسبانيا، وهناك عاش وعمل حتى وفاته.
قابل معاصرو إل غريكو أسلوبه الدرامي والتعبيري بنوعٍ من الارتباك والحيرة، لكنه وجد التقدير الذي يستحقه في القرن العشرين. تُعتبر أعمال إل غريكو مصدر إلهامٍ للكثير من الشعراء والكُتّاب مثل راينر ماريا ريلكه ونيكوس كازانتزاكيس. صنّف الباحثون إل غريكو بأنه فنان فرديّ لدرجة أنه لا ينتمي إلى أي مدرسة فنية تقليدية.

## حياته

### مطلع حياته والعائلة

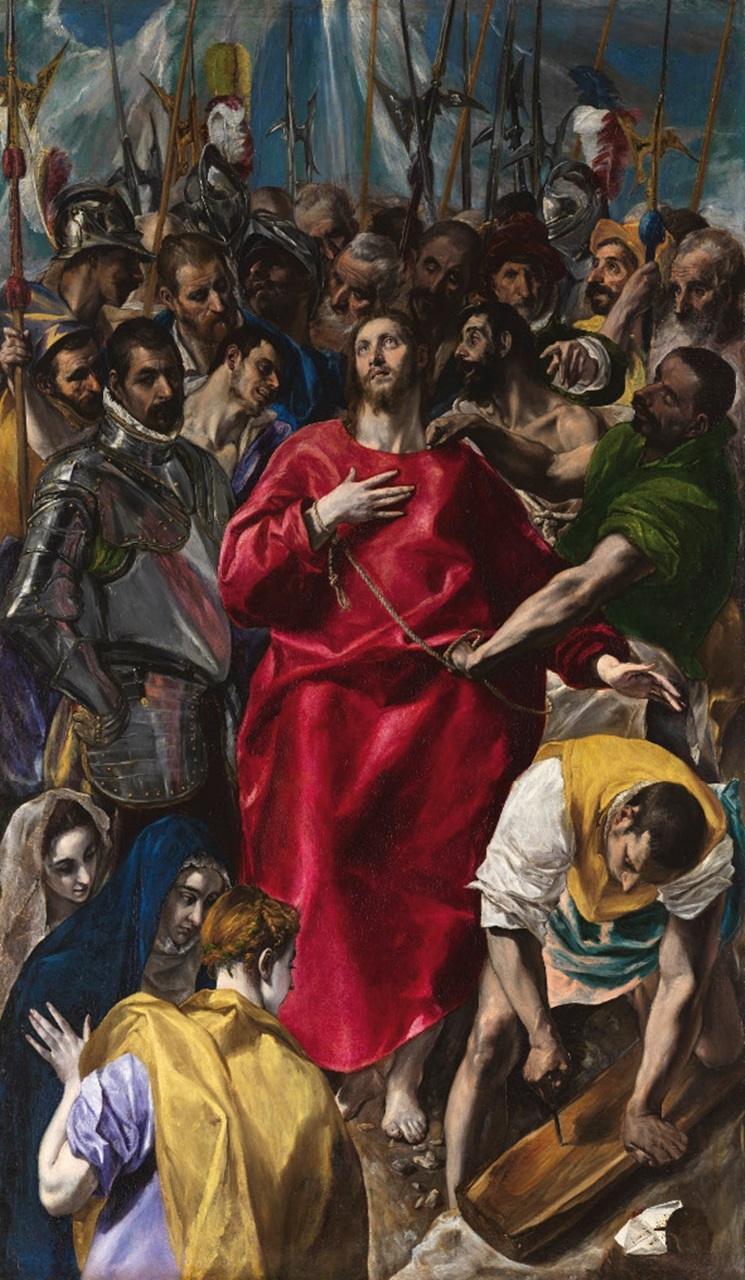
تَعْرِيَة الْمَسيح، بريشة إل غريكو من مُقتَنيات كاتدرائية طليطلة.
وُلد إل غريكو في عام 1541، إما في قرية فوديلي أو كانديا في جزيرة كريت، وقد انحدر إل غريكو من عائلة غنية ومتحضرة، والتي يُعتقد أنها انتقلت من مدينة خانيا اليونانية إلى مدينة كانديا بعد الثورة ضد جمهورية البندقية الكاثوليكية بين عامي 1526 و1528. كان والد إل غريكو، جورجيوس ثيوتوكوبولوس (توفي في عام 1556)، تاجرًا وجابيًا للضرائب. ولا توجد معلومات معروفة عن والدته أو زوجته الأولى. كان شقيق إل غريكو الأكبر سنًا (مانوسوس ثيوتوكوبولوس 1531-1604)، تاجرًا ثريًا وأمضى السنوات الأخيرة من حياته (1603-1604) في منزل إل غريكو في طُليطلَة.
تلقى إل غريكو تدريبه الأولي كرسام أيقونات في المدرسة الكريتيّة، وهي مركز رائد للفن ما بعد البيزنطي. درس أيضًا بالإضافة إلى الرسم، الحضارة الكلاسيكية اللاتينيّة واليونانيّة القديمة. وترك بعد وفاته «مكتبة العمل» التي تضم 130 مجلداً، من بينها الكتاب المقدّس باللغة اليونانية وكتاب فازاري المشروح.
اعتُبرت كانديا مركزًا للأنشطة الفنية إذ تعايشت فيها الثقافات الشرقية والغربية بشكل متناغم، فكان يوجد ما يُقارب المئتي رسام خلال القرن السادس عشر، ونُظّمت نقابة للرسامين، وفقًا للطراز الإيطالي. وُصف إل غريدو في عام 1563عندما كان في سن الثانية والعشرين ضمن وثيقة رسمية بأنه «سيّد»، مما يعني أنه كان بالفعل رئيسًا للنقابة ومديراً لورشة العمل الخاصة به.
بقي إل غريكو في جزيرة كريت، ورسم لوحة «انتقال السيّدة العذراء» تقريبًا قبل عام 1567 وكان لهذه اللوحة أهمية كبيرة في سيرته المهنية، ثم غادر إلى البندقية بعد عدة سنوات، ولم يعد إلى جزيرة كريت.

### إيطاليا
كان من الطبيعي أن يواصل الفنان الشاب مسيرته المهنية في البندقية. إذ يتفق معظم الباحثين على وصول إل غريكو إلى البندقية في حوالي عام 1567 رغم عدم دقة هذا التاريخ بالضبط، لم تُعرف الكثير من التفاصيل عن حياته في إيطاليا. عاش في البندقية حتى عام 1570، وذلك وفقًا لرسالة كُتبت من قِبل صديقه الأكبر سناً، «جوليو كلوفيو» والذي يُعدّ أكبر «مُصغّر رسومات» في ذلك العصر، وصفَ كلوفيو إل غريكو بأنه «موهبة نادرة في الرسم».
انتقل إل غريكو إلى روما، في عام 1570، ونفّذ هناك سلسلة من الأعمال التي تميزت بتأثرها بفترة تدريبه أثناء وجوده في البندقية. لم تُعرف المدة التي قضاها في روما، ويُقال إنه عاد إلى البندقية (حوالي عاميّ 1575-1576 ) قبل مغادرته إلى إسبانيا. استُقبل إل غريكو في روما بناءً على توصية من جوليو كلوفيو كضيف في «قصر فارنيزي» وهو المكان الذي جعله الكاردينال أليخاندرو فارنيزي مركزًا للحياة الفنية والفكرية في المدينة، وهناك كان على تواصل دائم مع النخبة المثقفة في المدينة، ومنهم: العالم الرُّوماني فولفيو أورسيني، الذي احتوت مجموعته فيما بعد على سبع لوحاتٍ لإل غريكو.
غيّر إل غريكو أسلوبه إلى حد كبير على عكس الفنانين الكريتيين الآخرين الذين انتقلوا إلى البندقية، وسعى إلى تمييز نفسه عن طريق اختراع تفسيرات جديدة وغير عادية للمواضيع الدينية التقليدية. تأثرت أعماله التي رسمها في إيطاليا بأسلوب عصر النهضة في تلك الفترة. بحلول الوقت الذي وصل فيه إل غريكو إلى روما، كان الرّسامَين ميكليلانجلو ورفائيل قد لقيا حتفهما، لكن أثرهما ظلَّ مهمًا وساحرًا إلى حدّ ما بالنسبة للرسامين الشباب. كان إل غريكو مصممًا على ترك بصمته في روما فكان مُدافعًا عن آرائه وأفكاره وأسلوبه الفني الشخصيّ. وعندما سُئل فيما بعد عن رأيه في مايكل أنجلو، أجاب إل غريكو «كان رجلاً جيداً، لكنه لم يكن يعرف كيف يرسم». وبالتالي نحن نواجه تناقضًا هنا: إذ يُقال إن إل غريكو أدانَ مايكل أنجلو، لكنّه في نفس الوقت وجدَ أن مقاومة تأثيره شيء مستحيل. يمكن رؤية تأثير ميكيلانجيلو في أعمال إل غريكو اللاحقة.
سرعان ما اكتسب إل غريكو أعداءً في روما بسبب معتقداته الفنية غير التقليدية مثل انتقاده الصّريح لأسلوب مايكل أنجلو وشخصيته. وصفه المعماري والكاتب بيرو ليغوريو بأنه «أجنبي أحمق»، وأوضح الأرشيف المُكتشف حديثًا عن شجارات ومشادّات كلامية مع فارنيزي، الذي أجبر الفنان الشاب على مغادرة قصره. اشتكى إل غريكو رسميًا من هذا الحدث في تاريخ 6 يوليو من عام 1572. دفع بعد عدة أشهر مستحقاته المالية لنقابة القديس لوقا في روما في 18 سبتمبر من عام 1572، ثم افتتح إل غريكو في نهاية تلك السنة ورشة عمله الخاصة.

### إسبانيا

#### الانتقال إلى طُليطلة
هاجر إل غريكو إلى مدريد في عام 1577، ثم إلى طُليطلَة، وهناك أنتج أكثر أعماله نُضجًا. كانت طُليطلَة العاصمة الدينية لإسبانيا في ذلك الوقت ومدينة مُزدحمة بالسكان «لها ماضٍ لامع وحاضر مزدهر ومستقبل غامض». اكتسب إل غريكو في روما احترام بعض المُثقّفين، لكنه واجه أيضًا العداوة والحقد من قِبل بعض نُقّاد الفن. خلال السبعينيات من القرن الخامس عشر كان قصر الإسكوريال الضخم ما يزال قيد الإنشاء، وواجه وقتها ملك إسبانيا فيليب الثاني صعوباتٍ في العثور على فنانين جيدين لرسم اللوحات الكبيرة التي يرغب بها. إذ كان تيتيان ميتاً، ورفض كل من تينتوريتو وباولو فرونزه وأنطونيس مور القدوم إلى إسبانيا. فاضطّر فيليب إلى الاعتماد على فنانين ذو موهبة أقل مثل خوان فرنانديز دي نافاريتي، لكن توفي فرنانديز في عام 1579، وكانت هذه الفرصة الذهبية ل إل غريكو.
لم يُخطّط إل غريكو للاستقرار بشكل دائم في طليطلة، فقد كان هدفه الأساسي هو أن يكون المُفضّل لدى فيليب وأن يترك بصمته الخاصّة من خلال أعماله. لكن لم يُعجَب الملك رغم ذلك بهذه الأعمال ووضع لوحة مذبح القديس موريس في مبنى الفصل (مكان يُعقد به الاجتماعات) بدلاً من وضعها في الكنيسة. ولم يُقدّم أي أموال إضافية إلى إل غريكو، ما تزال الأسباب المحددة لاستياء الملك غير واضحة تمامًا، لكن اقترح بعض الباحثين أن الملك فيليب لم يُعجبه وجود أشخاص أحياء في مشهدٍ دينيّ.

### الأعمال الناضجة والسنوات التالية
اضطر إل غريكو للبقاء في طليطلة بسبب افتقاره لمحبّة الملك، وهناك في عام 1577 تمت معاملته كرسامٍ عظيمٍ.

## وصلات خارجية
- إل غريكو على موقع الموسوعة البريطانية (الإنجليزية)
- إل غريكو على موقع ميوزك برينز (الإنجليزية)
- إل غريكو على موقع إن إن دي بي (الإنجليزية)
- إل غريكو على موقع ديسكوغز (الإنجليزية)
- (بالإنجليزية) إل غريكو
- (بالإنجليزية) أعمال إل غريكو الفنية
- (بالإنجليزية) إل غريكو